# Churchill River (Hudson Bay)
Der Churchill River oder Rivière Churchill (französisch) ist ein 1643 km langer Zufluss der Hudson Bay in den kanadischen Provinzen Saskatchewan und Manitoba. Der Fluss wurde nach John Churchill, 1. Duke of Marlborough (1650–1722) benannt.

## Flusslauf
Auf dem größten Teil seines Laufes durchfließt er den Borealen Schild. Seit 1977 wird 70 % des Wassers vom Churchill River zum Nelson River umgeleitet – etwa 760 m³/s. An der Mündung des Churchill River fließen heute im Mittel nur etwa 364 m³/s. Seinen Ursprung hat der Fluss im Churchill Lake im Westen von Saskatchewan. Von dort fließt er ostwärts durch eine Reihe von Seen wie Lac Île-à-la-Crosse, Pinehouse Lake, Highrock Lake, Granville Lake, Southern Indian Lake. Er mündet schließlich in die Bucht Button Bay der Hudson Bay bei Churchill. 
Sein Einzugsgebiet reicht jedoch über den Nebenfluss Beaver River weit nach Alberta hinein. Weitere wichtige Nebenflüsse sind der Rapid River sowie der Reindeer River.

### Seen und Flussverbreiterungen entlang dem Flusslauf
Die meisten Seen sind stark verzweigt und weisen zahlreiche kleinere und größere Inseln auf. Zwischen den Seen befinden sich in der Regel Stromschnellen. Am Sokatisewin Lake befindet sich der „Staudamm Island Falls“ (⊙) des gleichnamigen Wasserkraftwerks. Am Southern Indian Lake befindet sich das „Abflusskontrollbauwerk Missi Falls“ (⊙), das den Wasserspiegel des Sees bzw. die Abflussmenge in den abstrom gelegenen Teil des Churchill River reguliert. Über den „South Bay Diversion Channel“ werden seit 1976/77 durchschnittlich 762 m³/s vom Churchill River in den Rat River und damit in das Flusssystem des Nelson River abgeleitet. Der Wasserspiegel des Sees wurde damals um 3 m angehoben. Unterhalb von Missi Falls fließt gewöhnlich nur noch etwa 30 Prozent des natürlichen Abflusses.
Im Folgenden eine Aufzählung der Seen und Flussverbreiterungen in Abstromrichtung. Der Barker Lake liegt an einem südlichen Seitenarm des Churchill River. 
| Name                   | Höhe in m | Größe in km² | Koord.                |
| ---------------------- | --------- | ------------ | --------------------- |
| Churchill Lake         | 421       | 543          | 55° 55′ N, 108° 20′ W |
| Lac Île-à-la-Crosse    | 421       | 391          | 55° 33′ N, 107° 45′ W |
| Shagwenaw Lake         | 420       | 44           | 55° 54′ N, 107° 41′ W |
| Dipper Lake            | 403       | 42           | 55° 56′ N, 107° 20′ W |
| Primeau Lake           | 403       | 54           | 55° 51′ N, 107° 10′ W |
| Knee Lake              | 394       | 115          | 55° 51′ N, 107° 0′ W  |
| Dreger Lake            | 392       | 10,5         | 55° 45′ N, 106° 45′ W |
| Sandy Lake             | 391       | 31           | 55° 43′ N, 106° 39′ W |
| Pinehouse Lake         | 385       | 373          | 55° 22′ N, 106° 40′ W |
| Sandfly Lake           | 385       | 83           | 55° 43′ N, 106° 6′ W  |
| Kinosaskaw Lake        | 379       | 30           | 55° 44′ N, 105° 55′ W |
| Black Bear Island Lake | 379       | 117          | 55° 38′ N, 105° 40′ W |
| Trout Lake             | 374       | 27,5         | 55° 36′ N, 105° 18′ W |
| Crew Lake              | 367       | 3,7          | 55° 39′ N, 105° 9′ W  |
| Torrance Lake          | 366       | 1,9          | 55° 39′ N, 105° 7′ W  |
| Nipew Lake             | 365       | 26           | 55° 40′ N, 105° 3′ W  |
| Hayman Lake            | 363       | 8            | 55° 42′ N, 104° 50′ W |
| Barker Lake            | 353       | 1,9          | 55° 40′ N, 104° 48′ W |
| Devil Lake             | 351       | 3            | 55° 40′ N, 104° 45′ W |
| Otter Lake             | 348       | 60           | 55° 35′ N, 104° 39′ W |
| Mountain Lake          | 340       | 52           | 55° 34′ N, 104° 30′ W |
| Drope Lake             | 339       | 9            | 55° 26′ N, 104° 28′ W |
| Nistowiak Lake         | 339       | 26           | 55° 26′ N, 104° 19′ W |
| Drinking Lake          | 336       | 7,6          | 55° 24′ N, 104° 12′ W |
| Keg Lake               | 334       | 21           | 55° 24′ N, 104° 3′ W  |
| Trade Lake             | 327       | 60           | 55° 22′ N, 103° 47′ W |
| Uskik Lake             | 327       | 23           | 55° 30′ N, 103° 20′ W |
| Ourom Lake             | 322       | 10           | 55° 34′ N, 103° 12′ W |
| Iskwatam Lake          | 321       | 15           | 55° 34′ N, 103° 4′ W  |
| Wapumon Lake           | 309       | 5,2          | 55° 34′ N, 102° 55′ W |
| Wintego Lake           | 308       | 19           | 55° 29′ N, 102° 52′ W |
| Pita Lake              | 303       | 22           | 55° 33′ N, 102° 43′ W |
| Reeds Lake             | 302       | 7,8          | 55° 34′ N, 102° 36′ W |
| Sokatisewin Lake       | 302       | 39           | 55° 30′ N, 102° 25′ W |
| Wasawakasik Lake       | 284       | 18           | 55° 34′ N, 102° 15′ W |
| Okipwatsikew Lake      | 280       | 13           | 55° 42′ N, 102° 11′ W |
| Loon Lake              | 280       | 66           | 55° 51′ N, 102° 2′ W  |
| Sisipuk Lake           | 279       | 223          | 55° 43′ N, 101° 58′ W |
| Bonald Lake            | 277       | 9,6          | 55° 46′ N, 101° 30′ W |
| Pukatawagan Lake       | 273       | 51           | 55° 45′ N, 101° 19′ W |
| Highrock Lake          | 272       | 255          | 55° 47′ N, 100° 30′ W |
| Allen Lake             | 265       | 34           | 56° 4′ N, 100° 30′ W  |
| Granville Lake         | 259       | 429          | 56° 18′ N, 100° 29′ W |
| Opachuanau Lake        | 258       | 84           | 56° 44′ N, 99° 37′ W  |
| Southern Indian Lake   | 258       | 2015         | 57° 10′ N, 98° 30′ W  |
| Partridge Breast Lake  | 250       | 27           | 57° 21′ N, 97° 56′ W  |
| Missinipi Lake         | 238       | 36           | 57° 24′ N, 97° 36′ W  |
| Northern Indian Lake   | 238       | 112          | 57° 20′ N, 97° 15′ W  |
| Fidler Lake            | 231       | 38           | 57° 11′ N, 96° 57′ W  |
| Billard Lake           | 187       | 9,3          | 57° 9′ N, 96° 9′ W    |

## Wasserkraftwerke
Das 1927–1931 erbaute Island Falls-Wasserkraftwerk hat heute sieben Turbinen mit einer Gesamtleistung von 105 MW und wird von SaskPower betrieben. Es liegt östlich von Lac la Ronge bei der Siedlung Sandy Bay.